# Sundarbans-Nationalpark
Der Sundarbans-Nationalpark (bengalisch সুন্দরবন জাতীয় উদ্যান IAST Sundaravana jātīya় udyāna) ist ein Nationalpark und Teil eines Tigerschutzgebiets und eines Biosphärenreservats im indischen Bundesstaat Westbengalen. Der Park liegt in den Sundarbans im Gangesdelta und grenzt an den Sundarban Reserve Forest in Bangladesch. Das Flussdelta ist dicht mit Mangrovenwäldern bedeckt. Es ist eines der größten Lebensgebiete des Königstigers, Heimat vieler unterschiedlicher Vogelarten, von Reptilien wie das Salzwasserkrokodil und von wirbellosen Arten. Der gegenwärtige Sundarban National Park wurde 1973 zum Kerngebiet des Sundarban Tiger Reserve und 1977 zum Naturschutzgebiet erklärt. Am 4. Mai 1984 wurde daraus ein Nationalpark.
1987 anerkannte die UNESCO den Nationalpark als Weltnaturerbe. Er erfüllte zwei von vier Kriterien zur Aufnahme in die Weltnaturerbeliste: ein hervorragendes Beispiel für ökologische und biologische Prozesse (ix) und bedeutsame natürliche Habitate für den Artenschutz (x). Laut der UNESCO stellen die Mangroven der Sundarbans eines der biologisch produktivsten Ökosysteme der Welt dar.

## Lage

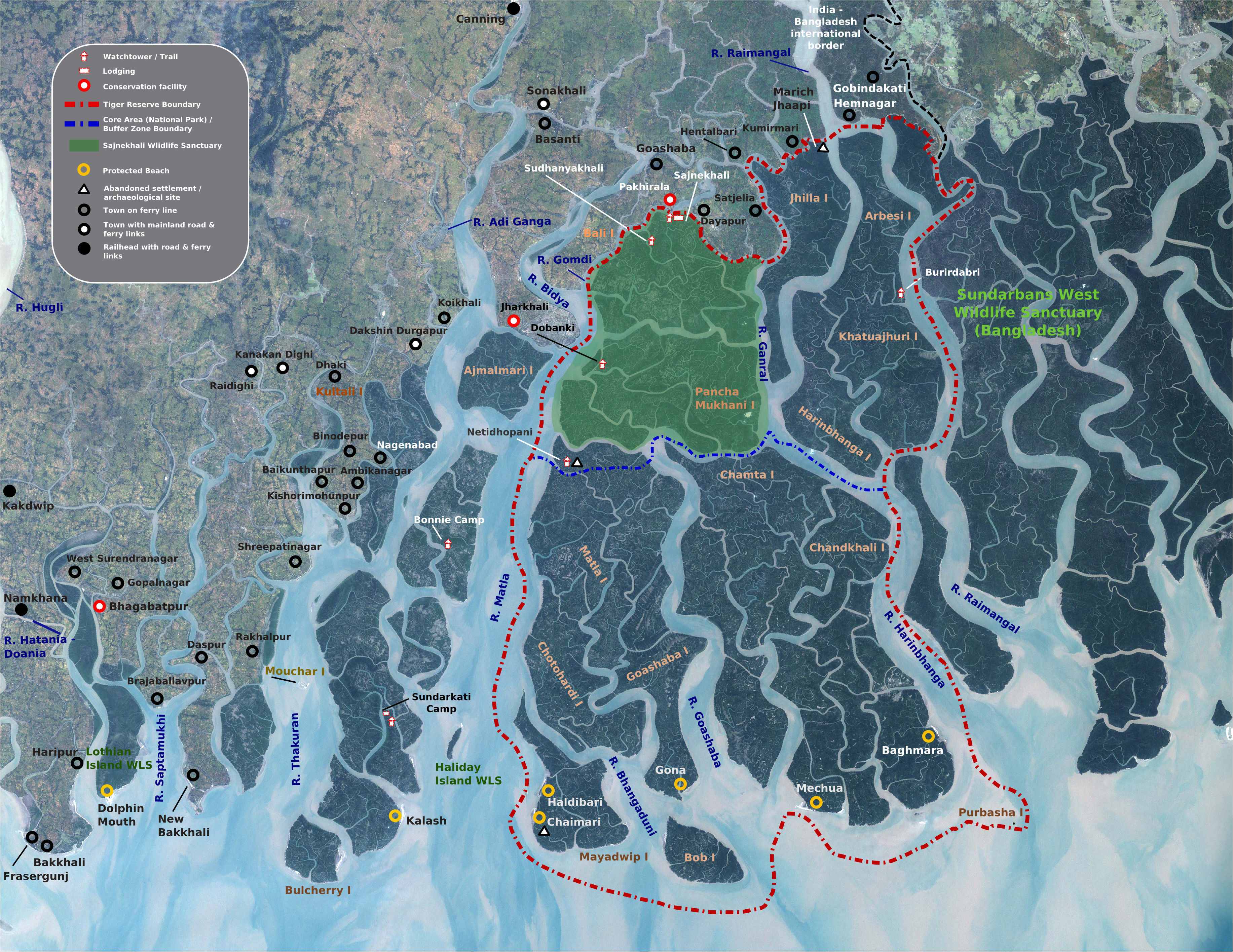
Karte der geschützten Gebiete der indischen Sundarbans mit den Grenzen des Tigerreservats, des Nationalparks und der drei Naturschutzgebiete. Die gesamten bewaldeten (dunkelgrünen) Gebiete machen das Biosphärenreservat aus. Die übrigen Wälder außerhalb des Nationalparks und der Naturschutzgebiete haben den Status eines Schutzwalds.

Der Sundarbans-Nationalpark befindet sich zwischen 22° 25' und 21° 55' nördlicher Breite sowie zwischen 88° 42' und 89° 04' östlicher Länge. Die Durchschnittshöhe im Park ist 7,5 Meter über Meer. Der Park besteht aus 54 kleinen Inseln und wird von verschiedenen Ausläufern des Ganges durchströmt.

## Klima
Die Temperaturen betragen im Schnitt zwischen 20 °C (minimal) und 48 °C (maximal). Der Regenfall ist stark und die Luftfeuchtigkeit beträgt aufgrund der Nähe zum Golf von Bengalen 80 %. Der Monsun dauert von Mitte Juni bis Mitte September. Der vorherrschende Wind kommt von Oktober bis Mitte März aus Norden und Nordosten, in den übrigen Monaten herrscht Südwestwind. Stürme, die sich bisweilen zu Zyklonen entwickeln können, kommen in den Monaten Mai und Oktober vor.

## Ökosystem
Sieben Flüsse und unzählige Wasserläufe formen ein Netzwerk von Kanälen im Mündungsdelta. Alle Flüsse fließen südwärts zum Meer hin. Das Ökosystem der Gegend ist abhängig vom Gezeiteneffekt zweier Fluten und zweier Ebben. Innerhalb von 24 Stunden ergibt sich ein Gezeitenhub von drei bis fünf Metern, bis hin zu acht Metern im Frühjahr. Die gesamten Sundarbans werden unterschiedlich stark überschwemmt. Die Gezeiten lagern Sedimente in den Kanälen ab und heben das Flussbett, sie bilden neue Inseln und Bäche, was zu einer sich ständig ändernden Geomorphologie führt. Im Golf von Bengalen gibt es zwischen 21°00' und 21°22' eine Rinne, die den Beginn eines unterseeischen Canyon namens Swatch of No Ground markiert. In dieser Senke fällt die Wassertiefe abrupt von 20 auf 500 m ab. Entlang dieses Canyons werden große Mengen Sedimente aus dem Ganges-Brahmaputra-Flusssystem in den Golf von Bengalen verfrachtet, zugleich könnte er die seewärtige Verlagerung des submeerischen Teils des Gangesdeltas begrenzen. Möglicherweise begünstigt dies die Bildung von Inseln.

### Wattenmeer

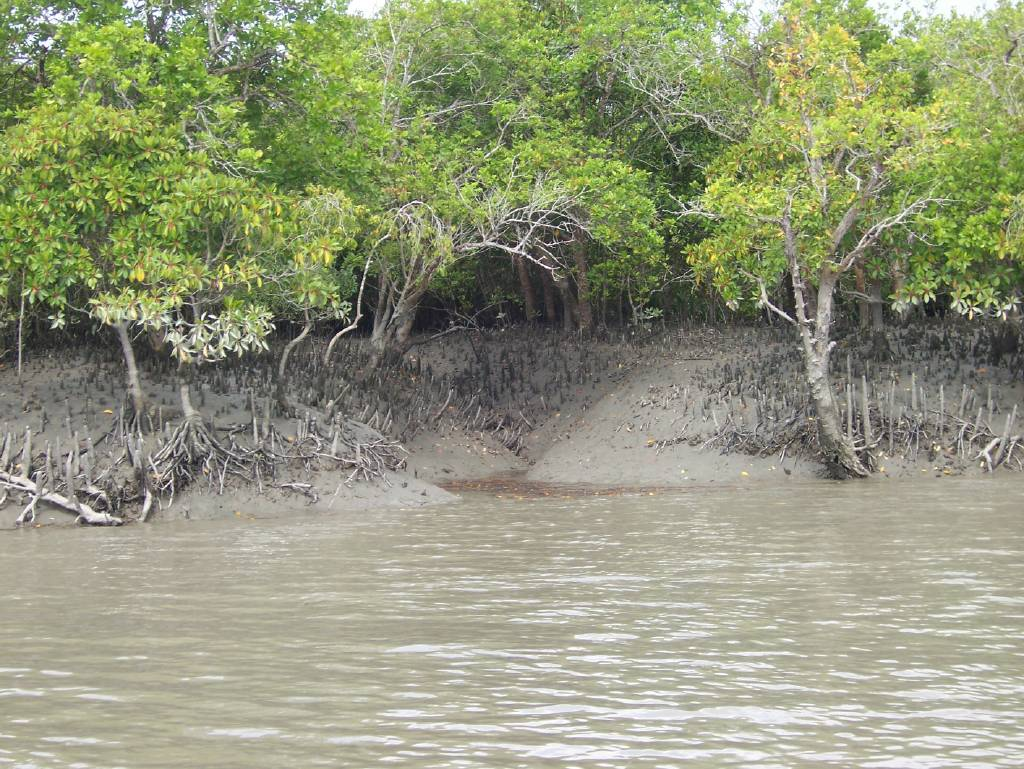
Mangrovenbäume in den Sundarbans und ein kleiner Bach inmitten des Waldes

Das Wattenmeer der Sundarbans erstreckt sich über die Ganges-Mündung und die Inseln des Deltas, wo langsam fließendes Wasser auf die Gezeitenströme trifft. Bei Ebbe ist das Watt sichtbar, bei Flut wird es vom Wasser überspült, so dass es sich morphologisch in einem Gezeitenzyklus verändern kann. Die inneren Teile des Watts sind das geeignete Umfeld für Mangroven.
Außerhalb des Parks gibt es Teile des Watts, die bei Ebbe von Touristen besichtigt werden. Mit etwas Glück lassen sich dort Seeanemonen, Pfeilschwanzkrebse und kleine Kraken beobachten.

## Flora und Fauna

### Flora
Der Name „Sundarban“ weist eine Ähnlichkeit mit dem Sundari-Baum (Heritiera fomes) auf. Er ist die erlesenste Baumart in der Gegend, eine besondere Sorte der Mangrovenbäume. Er hat spezielle Luftwurzeln, welche aus dem Boden ragen und für eine bessere Nährstoffaufnahme sorgen. In der Regenperiode, wenn der ganze Wald wassergetränkt ist, ragen die Spitzen aus dem Boden in die Luft, was die Zellatmung ermöglicht.

### Fauna

#### Säugetiere
Die Sundarbans-Wälder sind der Lebensraum von mehr als 400 Tigern. Der Königs- oder Bengaltiger weist eine einzigartige Form des Schwimmens im Salzwasser auf und ist berüchtigt für Angriffe auf Menschen. Tiger können im Park von November bis Februar beim Sonnenbaden auf Flussbänken gesehen werden.
Neben den Tigern sind Fischkatzen, Bengalkatzen, Makaken, Wildschweine, Indische Mungos, Füchse, Rohrkatzen, Flughunde, Schuppentiere und Axishirsche weitere Säugetierarten, die im Park reichlich vorkommen.

#### Vögel
Folgende Vogelarten kommen in der Gegend vor: Klaffschnäbel, Kappenliest, Schwarzkopfibis, Teichralle, Blässhühner, Fasanblatthühnchen, Schwarzmilan, Brahmanenmilan, Rohrweihe, Sumpffrankolin, Bankivahuhn, Perlhalstaube, Hirtenmaina, Dickschnabelkrähe, Koromandelzwergente, Raubseeschwalbe, Graureiher, Bekassine, Bruchwasserläufer, Grüntauben, Halsbandsittich, Kormorane, Graukopf-Seeadler, Weißbauch-Seeadler, Möwen, Eisvogel, Wanderfalke, Spechte, Regenbrachvogel, Uferschnepfe, Zwergstrandläufer, Großer Knutt, Brachvögel, Regenpfeifer, Spießente, Moorente und Zwergpfeifgans.

#### Wassertiere
Im Park kommen unter anderem Sägerochen, Medusenfische, Zitterrochenartige, Silberkarpfen, Seesterne, Karpfen, Pfeilschwanzkrebse, Garnelen, Gangesdelfine, Erdkröten und Ruderfrösche vor.

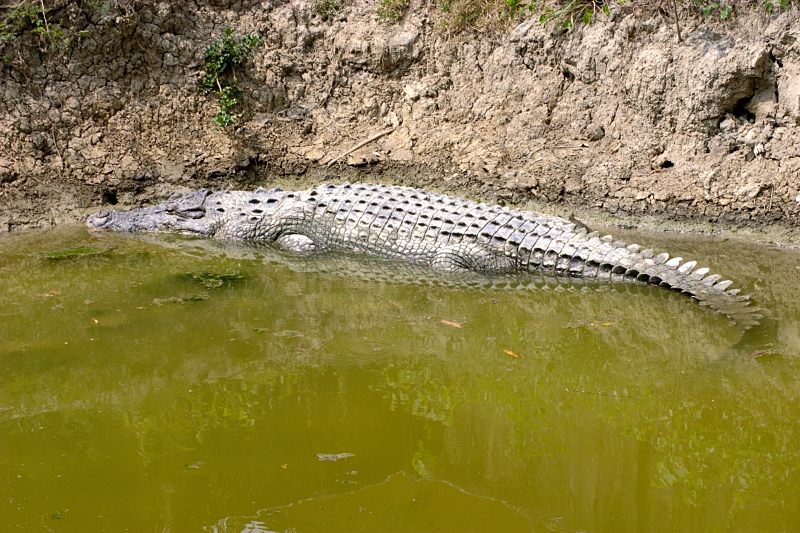
Krokodil in den Sundarbans

#### Reptilien
Der Sundarbans-Nationalpark beherbergt auch eine Vielzahl von Reptilien, darunter Leistenkrokodile, Warane und Schildkröten. Unter den Schlangen sind Dunkler Tigerpython, Königskobra, Kettenviper und Gewöhnlicher Krait zu nennen.

#### Bedrohte Arten
Der Königstiger, das Leistenkrokodil, die Batagur-Schildkröte, die Oliv-Bastardschildkröte, der Gangesdelfin, die Echte Karettschildkröte und der Mangroven-Pfeilschwanz zählen zu den bedrohten Arten der Sundarbans.

## Verwaltung und Schutzprojekte

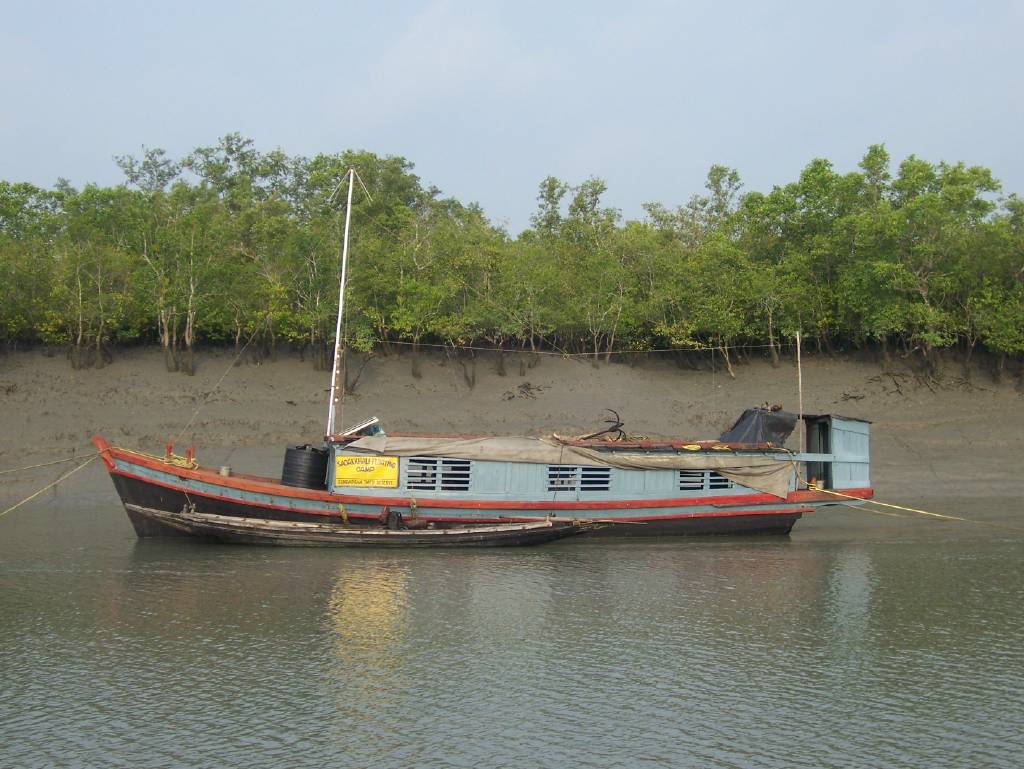
Patrouillenboot in den Sundarbans

Der Königstiger steht in diesem Nationalpark an der Spitze der ökologischen Pyramide. Seit der Gründung kümmert er sich um den Tigerschutz. Die Kernzone ist frei von jeglicher menschlicher Beeinträchtigung wie dem Sammeln von Holz, Honig, Fischen und anderen Forsterzeugnissen. In der Pufferzone ist das Fischen, Honigsammeln und Schlagen von Holz bedingt zugelassen. Bewaffnete Forstranger, die in Motorbooten und Barkassen patrouillieren, schützen den Park vor Wilderern und Holzdieben. An wichtigen Stellen des Parks befinden sich Forstbüros und Lager.
Das Habitat der Wildtiere wird durch verschiedene Schutzmaßnahmen erhalten. Zehn Forstschutzkomitees und 14 Ökoentwicklungskomitees wurden am Rand des Sundarbans-Tigerreservats gebildet, um in dieser Hinsicht zu helfen. Seminare, Workshops und Aufmerksamkeitscamps werden in der Nähe des Parks durchgeführt, um die Bevölkerung über Umweltschutz aufzuklären. Mangroven und andere Pflanzen werden im Randgebiet angepflanzt, um rund 1000 Dörfer mit Brennholz zu versorgen und die Pufferzone zu schonen. Bodenschutz dient dem Erhalt des ökologischen Gleichgewichts. Einige Teiche mit Süßwasser wurden angelegt, in denen die Wildtiere trinkbares Wasser finden.
Die Abwehr von Tigerattacken ist eine weitere wichtige Aktivität. Die Zahl der Todesfälle konnte von 40 auf 10 pro Jahr reduziert werden. Dieser Erfolg ist das Ergebnis einer strikten Kontrolle der Bewegungen von Menschen im Tigerreservat, der Schaffung neuer Einkommen und des Förderns von Achtsamkeit bei der Bevölkerung. Das Streunen von Tigern in nahegelegene Dörfer wird mit Mitteln wie Nylon-Zäunen und der Sonnenbestrahlung der Dörfer verhindert. Auch elektrische Menschenattrappen sollen die Tiger von den Menschen fernhalten.
In Sajnekhali gibt es neben einer Lodge für Ökotouristen ein Mangroven-Interpretationszentrum, das die lokale Bevölkerung und Touristen auf die Bedeutung des Mangroven-Ökosystems hinweist.
Der Schutz des Parks steht vor manchen Herausforderungen: Die Topografie besteht aus hinderlichem Gelände mit unzähligen Wasserläufen, eine lange Staatsgrenze zu Bangladesch, die Wilderei und das Schlagen von Holz wird durch Fischtrawler und Barkassen erleichtert, was die Mangrovenwälder beeinträchtigt. Mangelndes Personal, Infrastruktur und Geld erschweren die Situation.